# Cele nauczania
Cele nauczania – kierunki i zamierzenia dotyczące przyswajania przez uczniów wiedzy oraz umiejętności stosowania tej wiedzy w praktyce.
Niektórzy autorzy odróżniają wąsko pojmowane cele nauczania od szerokich celów kształcenia, czyli oddziaływania pozwalającego na ukształtowanie systemu wiadomości, umiejętności, nawyków, zdolności, światopoglądu oraz wychowania.
Wynikiem nauczania są właściwości uczniów zdobyte na skutek opanowania określonych czynności.  
Formułowanie celów służy zarówno doborowi metod i treści nauczania, jak i (przede wszystkim) egzekwowaniu wiedzy i umiejętności.

## Taksonomia celów nauczania
Ujęcie taksonometryczne zmierza do ścisłego, kompletnego i rozłącznego ujęcia celów nauczania, w którym pozycje taksonometryczne mogą stać się przedmiotem pomiarów. System ten, zwany taksonomią Blooma, wynalazł Benjamin Bloom, który opracował dwie dziedziny (poznawcza, emocjonalna). Trzecią (psychomotoryczną) opracował Baldwin.
- dziedzina poznawcza: wiedza, rozumienie, zastosowanie metod, analiza, synteza, ocenianie ze względu na złożone cele;
- dziedzina emocjonalna: recepcja, działanie, wartościowanie, organizacja;
- dziedzina psychomotoryczna: percepcja, nastawienie, działania kierowane, działania kompleksowe.

W Polsce taksonomię opracował Bolesław Niemierko. Wyodrębnił 4 kategorie: zapamiętywanie, zrozumienie, zastosowanie w sytuacjach typowych, zastosowanie w sytuacjach problemowych. W opracowaniach dydaktycznych są one oznaczane dużymi literami alfabetu łacińskiego. 
- Poziom wiadomości:
  - Zapamiętanie wiadomości (A) oznacza gotowość ucznia do przypomnienia sobie pewnych terminów, faktów, praw i teorii naukowych, zasad działania. Wiąże się to z elementarnym poziomem rozumienia wiadomości: uczeń nie powinien ich mylić ze sobą i zniekształcać. Czasowniki używanie przy określaniu celów tej kategorii, to: wymienić elementy, podać, określić, zdefiniować, zidentyfikować, wyliczyć.
  - Zrozumienie wiadomości (B) oznacza, że uczeń potrafi przedstawić je w innej formie, niż je zapamiętał, uporządkować i streścić, uczynić podstawą prostego wnioskowania. Czasowniki używanie przy określaniu celów tej kategorii, to: wyjaśnić, scharakteryzować, streścić, rozpoznać, rozróżnić, uzasadnić, zilustrować.
- Poziom umiejętności:
  - Stosowanie wiadomości w sytuacjach typowych (C) oznacza opanowanie przez ucznia umiejętności praktycznego posługiwania się wiadomościami według podanych mu uprzednio wzorów. Cel, do którego wiadomości mają być stosowane, nie powinien być bardzo odległy od celów osiąganych w toku ćwiczeń szkolnych. Czasowniki używanie przy określaniu celów tej kategorii, to: wykonać, rozwiązać, zastosować, skonstruować, porównać, określić, narysować, sklasyfikować, zmierzyć, połączyć, zaprojektować, wybrać sposób, wykreślić.
  - Stosowanie wiadomości w sytuacjach problemowych (D) oznacza opanowanie przez ucznia umiejętności formułowania i rozwiązywania problemów, dokonywania analizy i syntezy nowych dla niego zjawisk, formułowania planu działania, tworzenia oryginalnych przedmiotów, wartościowania przedmiotów według pewnych kryteriów. Czasowniki używanie przy określaniu celów tej kategorii, to: udowodnić, przewidzieć, wykryć, zanalizować, ocenić, zaplanować, zaproponować, opracować.

Kategorie taksonometryczne nie muszą mieć związku z poziomem wymagań na poszczególne oceny szkolne, np. na poziom wymagań podstawowy często określa się cele z kategorii C: stosowanie wiadomości w sytuacjach typowych, jako że uczeń niejednokrotnie potrafi wykonać zadanie poprzez naśladownictwo, nie znając teorii tkwiącej u jego podstaw.
Zastosowanie taksonomii celów obejmuje klasyfikację czynności ucznia bądź to ujętą w postaci celu operacyjnego, bądź w postaci elementu treści poznawanej przez ucznia na lekcji, bądź w formie pojedynczego zadania sprawdzającego osiągnięcia ucznia.

## Opracowanie celów nauczania
Określenie celu nauczania to wskazanie kierunku dążeń poprzez określenie celu ogólnego i wskazanie celów operacyjnych (operacjonalizacja celów nauczania). Cele operacyjne opisują zachowanie, jakie ma przejawiać uczący się po zakończeniu nauki.
Zasady operacjonalizacji celów nauczania:
- poszanowanie osobowości wychowanka,
- umiar w uszczegóławianiu,
- otwartość zbioru celów operacyjnych,
- zachowanie celu ogólnego.

Składniki operacjonalizacji celów nauczania:
- zachowanie końcowe, które jest opisem zachowań ucznia po zakończeniu kształcenia;
- warunki przejawiania celu operacyjnego, czyli opis sytuacji, w których wymaga się od uczniów określonego zachowania:
  - pomoce i przybory,
  - ograniczenia (np. czasowe) nakładane na ucznia,
  - sposób przedstawienia danej umiejętności;
- standardy osiągania zachowania końcowego – minimalne poziomy realizacji świadczące o nabyciu umiejętności.

Etapy opracowania celu: 
- wyprowadzenie głównego celu nauczania z treści kształcenia, z przyjętej filozofii kształcenia i z właściwości uczniów;
- odnalezienie sytuacji odniesienia;
- określenie celów operacyjnych;
- wyznaczenie dolnej granicy realizacji celów.